# Plany (województwo zachodniopomorskie)
Plany (niem. do 1945 r. Plantage) – wieś w Polsce, położona w województwie zachodniopomorskim, w powiecie gryfińskim, w gminie Mieszkowice. Według danych z 2010 r. liczyła 164 mieszkańców.
Plany, razem z Kamionką, należą do sołectwa Plany o pow. 3369,59 ha.

## Ludność
1820 r. - 6
1852 r. - 5
2010 r. - 164.